# Ручьёвское сельское поселение (Тверская область)
Ручьёвское се́льское поселе́ние — муниципальное образование в Конаковском районе Тверской области. Образовано в 2005 году, включило в себя территорию Ручьёвского сельского округа.
Административный центр — деревня Ручьи.

## Географические данные
- Общая площадь: 129 км²
- Нахождение: юго-восточная часть Конаковского района
  - Граничит:
    - на севере — с Дмитровогорским СП
    - на востоке — с Московской областью, Дмитровский район
    - на юго-западе — с Московской областью, Клинский район
    - на западе — с Селиховским СП

Главные реки — Сестра (по границе с Дмитровским районом) и её приток Крутец.

## Население
По переписи 2002 года — 973 человека, на 01.01.2008 — 1196 человек.

## Состав поселения
На территории поселения находятся следующие населённые пункты:
| №  | Тип нп | Название    | Население (2008 год) |
| -- | ------ | ----------- | -------------------- |
| 1  | дер.   | Ручьи       | 802                  |
| 2  | дер.   | Баранниково | 1                    |
| 3  | дер.   | Большая     | 0                    |
| 4  | дер.   | Ботеново    | 5                    |
| 5  | дер.   | Быстрово    | 6                    |
| 6  | дер.   | Высоково    | 17                   |
| 7  | дер.   | Гришино     | 1                    |
| 8  | дер.   | Данилово    | 31                   |
| 9  | село   | Дулово      | 25                   |
| 10 | дер.   | Захарово    | 7                    |
| 11 | дер.   | Красинское  | 7                    |
| 12 | дер.   | Крутец      | 113                  |
| 13 | дер.   | Рябиково    | 6                    |
| 14 | дер.   | Слободка    | 17                   |
| 15 | дер.   | Сынково     | 45                   |
| 16 | дер.   | Тарлаково   | 84                   |
| 17 | дер.   | Трубицино   | 9                    |
| 18 | дер.   | Трунино     | 1                    |
| 19 | дер.   | Уразово     | 19                   |

На территории поселения находятся 5 садоводческих товариществ.

### Бывшие населенные пункты
- Тямино, Чернышово, Дылево.

## История
В XIX — начале XX века территория поселения относилась к Даниловской волости Корчевского уезда Тверской губернии. В 1929 году, после ликвидации губерний, в составе Московской области, Конаковский район (до 1930 года Кузнецовский). В 1935 году Конаковский район вошёл в Калининскую область. В 1963—1965 годах территория поселения входила в Калининский район. С 1965 года — в составе Конаковского района.

## Известные люди
- Владимир Иванович Гаранин.  Герой Советского Союза. Родился в деревне Ручьи
- Волков Василий Павлович. Полный кавалер ордена Славы. Родился в деревне Ручьи.